# Nhà thờ Thánh Charles Borromeo ở Phố nhỏ Praha
Nhà thờ Thánh Charles Borromeo ở Phố nhỏ Praha (tiếng Séc: Kostel svatého Karla Boromejského (Malá Strana)) là nhà thờ Công giáo La Mã thuộc tổng giáo phận Praha, tọa lạc ở số 336/36 Vlašská, Praha, Cộng hòa Séc. Nhà thờ này có tên trong danh sách các di tích văn hóa cấp quốc gia.

## Lịch sử
Nhà thờ Thánh Charles Borromeo ở Phố nhỏ Praha được xây dựng vào giai đoạn 1851 - 1856, ở ngay gần bên khu phức hợp tu viện và bệnh viện của Dòng các Nữ tu Lòng thương xót của Thánh Charles Borromeo (đặt trụ sở ở đây từ năm 1844).

## Kiến trúc

### Ngoại thất
Mặt tiền nhà thờ được trang trí bằng ba bức tượng thánh: Thánh Giuse, Thánh Sebastian và Thánh Roch thành Montpellier.

### Nội thất
Họa sĩ người Séc Vilém Kandler là tác giả các bức bích họa trên trần nhà thờ, bàn thờ chính. Ông cũng đảm nhận việc thiết kế bàn thờ phụ, đàn organ và bục giảng. Ở các bàn thờ phụ có hai bức tranh về Thánh Tâm Chúa Giêsu và Trái tim vô nhiễm nguyên tội của Mẹ Maria do họa sĩ đến từ Viên Neugebauer vẽ. Bên trong nhà thờ còn có các tác phẩm điêu khắc của nhà điêu khắc Václav Levý cùng một số nghệ nhân khác.